# Maxime Grousset
Pour les articles homonymes, voir Grousset.
Maxime Grousset, né le 24 avril 1999 à Nouméa en Nouvelle-Calédonie, est un nageur français spécialiste du 50 m et 100 m nage libre et du 50 m et 100 m papillon. Il mesure 1,92 m pour 92 kg.

## Carrière

### Cercle des nageurs calédoniens
Originaire de Nouvelle-Calédonie, Maxime Grousset commence à nager à cinq ans et inscrit sa première performance en compétition en 2008 à Nouméa, à l'âge de neuf ans avec le Cercle des nageurs calédoniens, au sein duquel il évolue jusqu'en 2016.

### Amiens Métropole Natation
En 2016, Maxime Grousset quitte son île natale et rejoint l'Amiens Métropole Natation où il suit un entrainement plus exigeant, avec musculation et préparation physique. Aux Championnats de France de natation 2017, il est sacré champion de France du relais 4 × 100 mètres nage libre et obtient l'argent pour le 50 mètres nage libre. Peu après, il est médaillé d'argent du 50 mètres nage libre aux Championnats du monde juniors de natation 2017.
Il remporte la médaille d'or du relais mixte 4 × 100 mètres nage libre aux Championnats d'Europe de natation 2018 (il dispute les séries mais pas la finale), et deux médailles d'argent pour les 50 mètres nage libre et papillon.
Il est sélectionné pour les Championnats du monde de natation 2019 sur 50 m nage libre et 50 m papillon ainsi que sur le relais 4 × 100 mètres nage libre mixte. Au terme de ces championnats, il bat ses records personnels sur ses deux distances individuelles, termine 9e en demi-finale du 50 m nage libre en 21 s 86 et 14e en demi-finale du 50 m papillon en 23 s 41 et obtient sa première médaille mondiale avec le relais 4 × 100 m nage libre mixte (il avait nagé seulement les séries pour permettre la qualification de la France en finale).
Début octobre 2020, il est testé positif à la Covid-19 mais ne souffre que de légers symptômes.
Le 13 décembre 2020, il réalise le meilleur temps des séries sur 100 mètres nage libre en 48 s 67 lors des championnats de France. Il obtient dans la foulée son premier titre de champion de France sur le 100 mètres nage libre en 48 s 65.
En mai 2021, lors des Championnats d'Europe de natation, Maxime Grousset bat son record personnel sur 100 m à Budapest en 48 s 36 en demi-finale puis termine 5e de la finale en 47 s 90 avec un nouveau record personnel à la clé. Il gagne ensuite sur 100 m aux meeting de Monaco puis de Canet-en-Roussillon.
En juin 2021, lors des championnats de France à Chartres, il réalise le meilleur temps des séries sur 100 mètres nage libre en 47 s 99. Lors de la finale le même jour, il obtient son second titre national consécutif sur la distance et améliore son record personnel, en nageant 47 s 89. Ce temps lui permet par ailleurs de se qualifier aux Jeux olympiques de Tokyo.
Aux Jeux olympiques de Tokyo, il représente la France en finale du relais 4 × 100 mètres nage libre en compagnie de Florent Manaudou, Clément Mignon et Mehdy Metella. Premier relayeur français et face à Caeleb Dressel, il réalise le deuxième meilleur chrono de départ en 47 s 52 (record personnel et meilleure performance française en maillot classique) derrière Dressel. Le relais français terminera finalement 6e.
Il se qualifie également pour la finale du 100 m nage libre avec le 8e temps (47 s 82) aux termes de deux demi-finales très denses et disputées ; il termine quatrième de cette finale. Maxime Grousset participe à l'épreuve du 50 m nage libre où il est éliminé en demi-finales.

### CS Clichy 92
Il quitte Amiens pour rejoindre le CS Clichy 92 durant l'été 2021 avec l'aide de son agente Sophie Kamoun, étant par ailleurs formé au sein de l'INSEP. En novembre 2021, la fédération annonce la sélection de Maxime Grousset pour les championnats du monde petit bassin qui auront lieu en décembre à Abu Dhabi. Il y termine 6e de la finale du 50 mètres en 21 s 08 (nouveau record personnel) et 5e du 100 mètres en 46 s 20.
Début décembre 2021, il remporte le 50 m aux championnats de France d'hiver en 22 s 09 ainsi que le 100 m en 48 s 45.
Après avoir subi une blessure à une épaule durant l'hiver, il est présent aux championnats de France de natation 2022 et remporte pour la première fois trois médailles d'or. En été, lors des championnats du monde de Budapest, il est médaillé d'argent du 100 mètres nage libre, devancé de six centièmes de seconde par David Popovici, et médaillé de bronze sur 50 mètres nage libre.
Le 16 décembre 2022, Maxime Grousset participe avec Florent Manaudou, Béryl Gastaldello et Mélanie Henique au relais 4 × 50 mètres nage libre mixte qui remporte le titre lors des Championnats du monde en petit bassin 2022 à Melbourne. Leur temps de 1 min 27 s 33 constitue un nouveau record du monde.
Lors des Championnats de France 2023 de Rennes, Maxime Grousset remporte les titres du 100 mètres nage libre, du 50 mètres papillon et du 100 mètres papillon. Également médaillé d'argent du 50 mètres nage libre derrière Florent Manaudou, il bat durant ces championnats le record de France du 100 mètres papillon. En réalisant 50 s 61, il abaisse de 24 centièmes le précédent record de Mehdy Metella.
Durant les championnats du monde 2023, il bat deux fois de suite le record de France du 50 mètres papillon en séries puis demi-finales. En finale de cette épreuve, il décroche la médaille de bronze. Quelques jours plus tard, il s'offre également une médaille de bronze mondiale sur le 100 mètres nage libre en battant son record personnel. Le lendemain, il se qualifie facilement pour la finale du 100 mètres papillon (à un centième de son record de France). Il décroche son premier titre mondial en grand bassin lors de la finale du 100 mètres papillon en pulvérisant son propre record de France (50 s 14) et devenant par la même occasion le cinquième meilleur nageur de tous les temps sur la distance.
En octobre, lors des championnats de France en petit bassin d'Angers, il établit en 49 s 24 un nouveau record de France du 100 mètres papillon qu'il prend à Mehdy Metella, deuxième du jour. Grousset s'impose également sur 100 mètres quatre nages. Il est ensuite lauréat du 50 mètres nage libre avec un centième d'avance sur Florent Manaudou, du 50 mètres papillon et est deuxième du 200 mètres nage libre. Grousset termine ces championnats par une victoire sur le 100 mètres nage libre (45 s 79).
Lors des championnats de France 2024 qualificatifs pour les Jeux olympiques de Paris 2024, Grousset obtient tout d'abord le titre sur 100 mètres nage libre en réalisant en finale 47 s 33, ce qui constitue son nouveau record personnel.
Aux Jeux olympiques de Paris 2024, il termine cinquième de la finale de 100 m nage libre. Il est engagé en finale du 50 m nage libre mais y renonce pour pouvoir se concentrer sur le 100 m papillon, discipline sur laquelle il termine également cinquième. Il obtient sa première médaille olympique (en bronze) sur le relais 4 x 100 m 4 nages messieurs, dans lequel il nage en troisième en nage papillon, cette fois-ci en équipe avec Yohann Ndoye-Brouard (dos), Léon Marchand (brasse) et Florent Manaudou (crawl).
Le 28 juillet 2025, Maxime Grousset remporte la médaille d’or sur le 50 m papillon lors des Championnats du monde à Singapour, devançant Noè Ponti et le champion du monde en titre, Thomas Ceccon. Il double la mise le 2 août avec un deuxième titre individuel dans ces Mondiaux sur le 100 m papillon. Il devance à nouveau Noè Ponti tandis que le Canadien Ilya Kharun complète le podium. Il établit un nouveau record d'Europe sur la distance avec un chrono en 49 s 62. Juste après la cérémonie de remise des médailles et sa deuxième Marseillaise, il participe au relais 4 x 100 m nage libre français qui décroche le bronze. 

## Palmarès

### Jeux olympiques
| Édition    | Épreuve                   | Épreuve          | Épreuve        | Épreuve                     | Épreuve                                      |
| Édition    | 50 m nage libre           | 100 m nage libre | 100 m papillon | Relais 4 × 100 m nage libre | Relais 4 × 100 m 4 nages messieurs           |
| Tokyo 2020 | 12e (demi-finale) 21 s 87 | 4e 47 s 72       | —              | 6e                          | —                                            |
| Paris 2024 | 9e 21 s 60                | 5e 47 s 71       | 5e 50 s 75     | —                           | Bronze 3 min 28 s 38 (RF) 49 s 57 (papillon) |

### Championnats du monde

#### En grand bassin
| Édition        | Épreuve                  | Épreuve                   | Épreuve          | Épreuve         | Épreuve                                          | Épreuve                            |
| Édition        | 50 m nage libre          | 50 m papillon             | 100 m nage libre | 100 m papillon  | Relais 4 × 100 m nage libre mixte                | Relais 4 × 100 m 4 nages messieurs |
| Gwangju 2019   | 9e (demi-finale) 21 s 86 | 14e (demi-finale) 23 s 41 | —                | —               | Bronze Participe uniquement aux séries (48 s 61) | —                                  |
| Budapest 2022  | Bronze 21 s 57           | 9e (demi-finale) 23 s 10  | Argent 47 s 64   | —               | —                                                | 5e 47 s 45 (crawl)                 |
| Fukuoka 2023   | —                        | Bronze 22 s 82            | Bronze 47 s 42   | Or 50 s 14 (RF) | —                                                | 4e 49 s 27 (papillon)              |
| Singapour 2025 | —                        | Or 22 s 48 (RF)           | 7e 47 s 59       | Or 49 s 62 (RE) | Bronze 3 min 21 s 35 (RF)                        | Argent 3 min 27 s 96 (RF)          |

#### En petit bassin
| Édition        | Épreuve          | Épreuve                   |
| Édition        | 100 m nage libre | 4 × 50 m nage libre mixte |
| Melbourne 2022 | Argent 45 s 41   | Or 1 min 27 s 33 (RM)     |

### Championnats d'Europe
| Édition   | Épreuve         | Épreuve        | Épreuve          | Épreuve                    |
| Édition   | 50 m nage libre | 50 m papillon  | 100 m nage libre | 4 × 100 m nage libre mixte |
| Rome 2022 | 5e 21 s 87      | Argent 22 s 97 | 4e 47 s 78       | Or 3 min 22 s 80           |

### Championnats de France
| Édition            | Épreuve         | Épreuve         | Épreuve          | Épreuve         |
| Édition            | 50 m nage libre | 50 m papillon   | 100 m nage libre | 100 m papillon  |
| Schiltigheim 2017  | Argent 22 s 34  | —               | —                |                 |
| Saint-Raphaël 2018 | Argent 22 s 14  | Argent 23 s 64  | Bronze 49 s 57   |                 |
| Rennes 2019        | Argent 22 s 21  | —               | —                |                 |
| Saint-Raphaël 2020 | Bronze 22 s 17  | —               | Or 48 s 65       |                 |
| Chartres 2021      | Or 21 s 74      | —               | Or 47 s 89       |                 |
| Limoges 2022       | Or 22 s 28      | Or 23 s 41      | Or 48 s 03       |                 |
| Rennes 2023        | Argent 21 s 78  | Or 23 s 06      | Or 47 s 62       | Or 50 s 61 (RF) |
| Chartres 2024      | Argent 21 s 67  | Or 22 s 87      | Or 47 s 33       | Or 50 s 59      |
| Montpellier 2025   | Or 21 s 68      | Or 22 s 70 (RF) | Or 47 s 50       | Or 50 s 11 (RF) |

## En dehors des bassins
En parallèle de sa carrière sportive, Maxime Grousset effectue en 2024 des études de kinésithérapie.

## Décorations
- Chevalier de l'ordre national du Mérite (2024)[35]